# Садыков, Игорь Сергеевич
Игорь Сергеевич Садыков (нем. Igor Sadykov; род. 23 июля 1967, Ош, Киргизская ССР) — советский и немецкий тяжелоатлет, чемпион СССР (1990), чемпион Европы (1991), чемпион мира (1991), участник Олимпийских игр (1996). Заслуженный мастер спорта СССР (1991).

## Биография
Родился 23 июля 1967 года в городе Ош. С 1980 года жил в Фергане. Начинал заниматься тяжёлой атлетикой под руководством своего отца Сергея Садыкова в спортивном обществе «Трудовые резервы». В дальнейшем с ним также работал Александр Аносов.
В 1991 году выиграл чемпионат Европы во Владыславово и чемпионат мира в Донауэшингене.
Во время участия в чемпионате мира 1991 года получил предложение выступать за один из немецких спортивных клубов и переехал в Германию. В 1993—1997 годах входил в сборную этой страны. В 1993 году завоевал бронзовую медаль чемпионата мира в Мельбурне. В 1996 году участвовал в Олимпийских играх в Атланте, где занял 7-е место. В 1997 году на чемпионате Европы в Риеке показал лучший результат в рывке, но из-за неудачного выступления в толчке не вошёл в число призёров по сумме двоеборья.
После завершения своей спортивной карьеры занялся предпринимательской деятельностью в строительной сфере. В декабре 2014 года в московском спортивном клубе «Гриф» был проведён турнир по тяжёлой атлетике на призы Игоря Садыкова.